# Nacionalni park Komodo
Nacionalni park Komodo je nacionalni park u Indoneziji; nalazi se u području Malih sundskih otoka, na granici dviju indonezijskih provincija, Nusa Tenggara Timur i Nusa Tengarra Barat.
Obuhvaća tri veća otoka, Komodo, Rinca i Padar, te 26 manjih otočića, ukupne površine od 603 km3, dok površina čitavog nacionalnog parka iznosi 1.817 km3. Otoci nacionalnog parka vulkanskog su porijekla, većinomih čine obla brda i imaju visinu do 735 m. Ispresjecani su padinama suhe savane i džepovima trnovitog zelenila u kontrastu s briljantno bijelim pješčanim plažama i plavim morem u kojem rastu koralji.
Park je osnovan 1980. i prvobitno je bio namijenjen samo zaštiti najvećeg guštera na svijetu, endemskog komodskog varana (Varanus komodoensis), kojih ima oko 5.700. Kako oni ne žive nigdje drugo na svijetu, jako su važni za proučavanje teorije evolucije. Kasnije je zaštita proširena na svu floru i faunu područja, pa tako i na pomorsko područje. God. 1991., Nacionalni park Komodo je uvršten na UNESCOv popis mjesta svjetske baštine u Aziji.
U četiri naselja na Komodima živi oko 4.000 stanovnika koji se uglavnom bave ribolovom i turizmom. Turistima je jako popularno ronjenje, zglavnom zbog velike bioraznolikosti pomorskog života. Broj posjetitelja parka je porastao od 36.000 (2009.) na 45.000 (2010.), a park može primiti do 60.000 turista godišnje.
- Komodski varani na otoku Komodo
- Otočić Kanawa
- Otok Rinca
- Morska kornjača u vodama Komoda
- Riba-lav u moru Komoda

## Vanjske poveznice
- Nacionalni park Komodo  Arhivirana inačica izvorne stranice od 5. veljače 2007. (Wayback Machine) (engl.)

|  | Zajednički poslužitelj ima još gradiva o temi Nacionalni park Komodo |